# Lanny Cordola
Lanny Cordola (1961) es un guitarrista, compositor y productor estadounidense. Ha sido músico de bandas como Giuffria, House of Lords, y Magdallan después de la salida de Ken Tamplin.
Lanny ha grabado algunos discos en solitario, además de participar como músico invitado, compositor y productor de discos de artistas como Ken Tamplin y Ransom. Hizo una aparición en la popular serie de TV Full House, como miembro de la banda de Jesse Katsopolis.

## Discografía

### Solista
- Electric Warrior, Acoustic Saint (1991)
- Of Riffs And Symphonies (1992)
- Salvation Medicine Show (1998)

### Con Giuffria
- Silk and Steel (1986)

### Con House of Lords
- House of Lords (1988)
- The Power and the Myth (2004)
- Live in the UK (2007)

### Con Magdallan
- Big Bang album (1992)
- End Of The Age (1999)

### Con Ken Tamplin
- In The Witness Box (1995)